# Боргето-Мелара (Маса-Карара)
Боргето-Мелара је насеље у Италији у округу Маса-Карара, региону Тоскана.
Према процени из 2011. у насељу је живело 1868 становника. Насеље се налази на надморској висини од 27 м.